# Dream Theater (album)
Dream Theater er progressiv-metalbandet Dream Theater's 12. album, som blev udgivet den 23. september 2013 på Roadrunner Records. Det er det første album, hvor bandets nye trommeslager, Mike Mangini, var med til at skrive musikken.
Den første single, "The Enemy Inside", blev udgivet den 5. august 2013. En musikvideo fulgte, og sangen blev nomineret til en Grammy Award, bandets anden Grammy-nominering.

## Sange
1. "False Awakening Suite" (instrumental) — 2:42
  - I. "Sleep Paralysis"
  - II. "Night Terrors"
  - III. "Lucid Dream"
2. "The Enemy Inside" — 6:17
3. "The Looking Glass" — 4:53
4. "Enigma Machine" (instrumental) — 6:02
5. "The Bigger Picture" — 7:41
6. "Behind the Veil" — 6:53
7. "Surrender to Reason" — 6:35
8. "Along for the Ride" — 4:45
9. "Illumination Theory" — 22:18
  - I. "Paradoxe de la Lumière Noire" (instrumental)
  - II. "Live, Die, Kill"
  - III. "The Embracing Circle" (instrumental)
  - IV. "The Pursuit of Truth"
  - V. "Surrender, Trust & Passion"

## Bandet
- James LaBrie - vokal
- John Myung - bas
- Jordan Rudess - keyboard
- John Petrucci - guitar
- Mike Mangini - trommer